# سونگ هه کیو
سونگ هه کیو (کره‌ای: 송혜교؛ زادهٔ ۲۲ نوامبر ۱۹۸۱) بازیگر اهل کره جنوبی است. او به خاطر ایفای نقش اصلی در مجموعه‌های تلویزیونی پاییز در قلبم (۲۰۰۰)، آل این (۲۰۰۳)، خانه کامل (۲۰۰۴)، بادی که در آن زمستان وزید (۲۰۱۳)، نسل خورشید (۲۰۱۶)، رویارویی (۲۰۱۸) و افتخار (۲۰۲۲) محبوبیت بین‌المللی به دست آورد.
سونگ هه کیو در سال ۲۰۱۷ در فهرست سلبریتی‌های قدرتمند کره در جایگاه هفتم و در سال ۲۰۱۸ در جایگاه ششم قرار گرفت. سونگ هه کیو به عنوان یکی از «ترویکا» در کنار کیم ته هی و جون جی هیون شناخته می‌شود و به صورت جمعی از آنها با سرواژهٔ «ته هه جی» یاد می‌شود. موفقیت آثارش در سطح بین‌المللی، موقعیت او را به عنوان یک ستاره برتر هالیو تثبیت کرد.

## زندگی شخصی

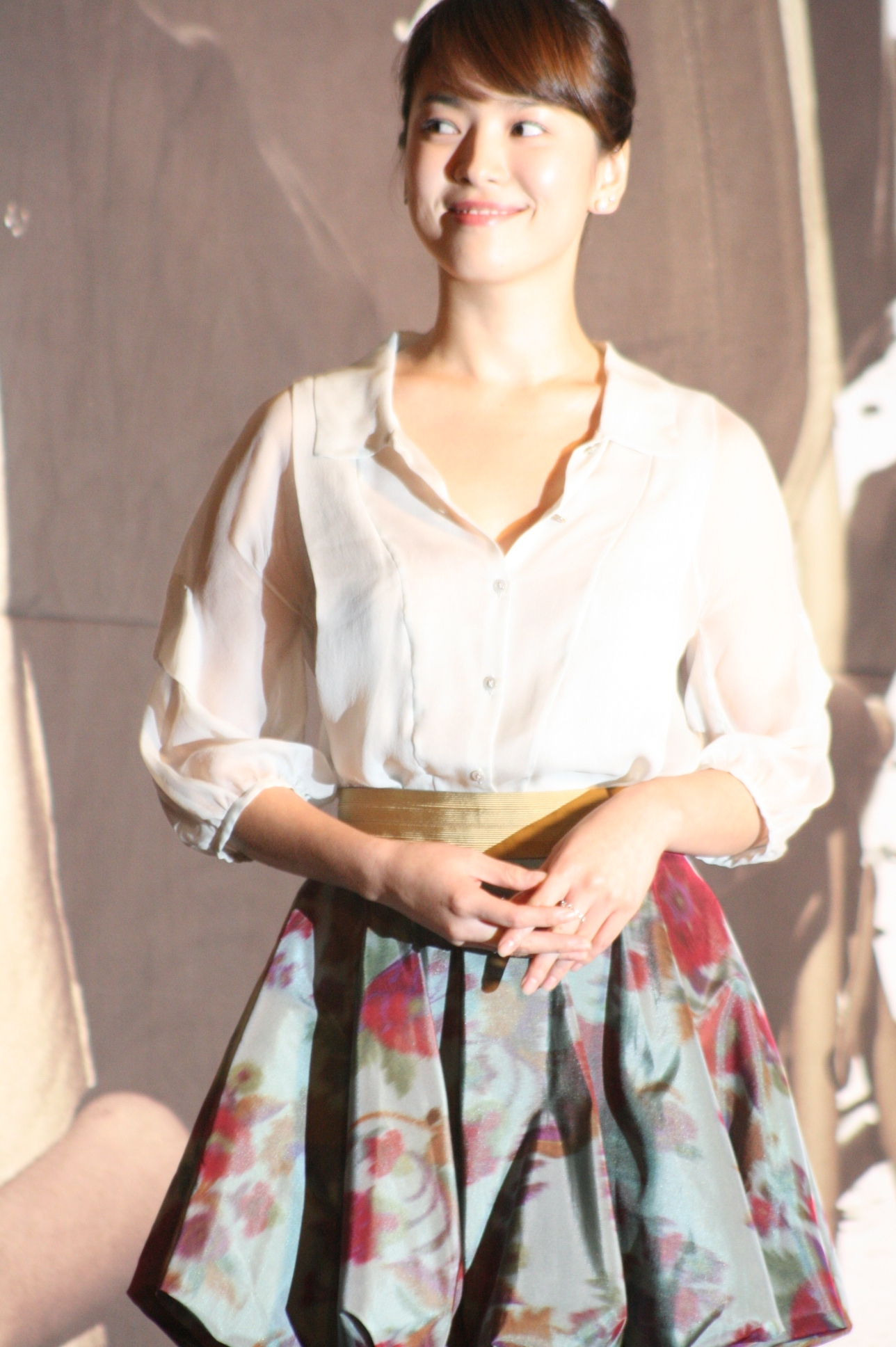
سونگ هه_کیو

سونگ هه کیو زمانیکه متولد شد بسیار بیمار بود و همین امر موجب شد خانواده‌اش سه ماه پس از تولدش اقدام به گرفتن شناسنامه کنند. او تک فرزند بود و در دوره کودکی والدینش از یکدیگر جدا می‌شوند و سرپرستی او به مادرش سپرده می‌شود. سونگ هه کیو و مادرش به منطقه اعیان نشین گانگنام در سئول نقل مکان کردند. اولین حضور سونگ هه کیو در عرصه هنر به سریال عشق اول بازمی‌گردد؛ او با بازی در سریال پاییز در قلبم در سال ۲۰۰۰ در کشورش به شهرت رسید. سونگ در سال ۲۰۰۸ در فیلم هالیوودی Make yourself at home به ایفای نقش پرداخت. وی با سریال نسل خورشید به شهرت بین‌المللی بالایی دست یافت.
او یکی از زیباترین زنان بازیگر کره جنوبی محسوب می‌شود و در سال۲۰۱۱ یک کتاب عکس به نام Song hye-kyo's moment منتشر کرد و درآمد حاصل از فروش آن را به یک بنیاد خیریه کودکان اهدا نمود.
او در اکتبر سال ۲۰۱۷ با سونگ جونگ کی ازدواج کرد و در تاریخ ۲۷ ژوئن سال ۲۰۱۹، نماینده سونگ جونگ کی خبر داد که آنها نامهٔ طلاق خود را به دادگاه ارائه کرده‌ و از هم جدا شدند.

## فیلم‌شناسی

### فیلم
| سال  | عنوان                    | نقش             | توضیحات       | منابع |
| ---- | ------------------------ | --------------- | ------------- | ----- |
| ۲۰۰۵ | دخترم و من               | به سو اون       |               |       |
| ۲۰۰۷ | هوانگ جین یی             | هوانگ جین یی    |               |       |
| ۲۰۰۸ | راحت باش                 | سوهی            | فیلم آمریکایی |       |
| ۲۰۱۰ | کاملیا – «عشق برای فروش» | بو را           | فیلم آنتولوژی |       |
| ۲۰۱۱ | شمارش معکوس              | دختر زیبا       | حضور ویژه     |       |
| ۲۰۱۱ | دلیلی برای زندگی         | دا هه           |               |       |
| ۲۰۱۳ | استاد بزرگ               | چیانگ وینگ-سینگ | فیلم چینی     |       |
| ۲۰۱۴ | زندگی درخشان من          | چوی می را       |               |       |
| ۲۰۱۴ | گذرگاه: قسمت ۱           | ژو یون‌فن        | فیلم چینی     |       |
| ۲۰۱۵ | ملکه‌ها                   | آنی             | فیلم چینی     |       |
| ۲۰۱۵ | گذرگاه: قسمت ۲           | ژو یون‌فن        | فیلم چینی     |       |

### مجموعه تلویزیونی
| سال       | عنوان                                       | نقش                 | توضیحات       | منابع         |
| --------- | ------------------------------------------- | ------------------- | ------------- | ------------- |
| ۱۹۹۵      | گزارش نسل جدید: بزرگسالان ما را درک نمی‌کنند |                     | بیت پارت      |               |
| ۱۹۹۶–۱۹۹۷ | عشق اول                                     | دانش آموز           |               |               |
| ۱۹۹۷      | صبحت مبارک                                  | اوه یه بون          |               |               |
| ۱۹۹۷      | صورت زیبا                                   |                     | بیت پارت      |               |
| ۱۹۹۷      | درام ۷۰ دقیقه‌ای: «وقتی ملاقات کردند»        |                     | بازیگر میهمان |               |
| ۱۹۹۷      | یکی از یک جفت                               |                     | بازیگر میهمان |               |
| ۱۹۹۷–۱۹۹۸ | لباس عروس                                   | نوه                 |               |               |
| ۱۹۹۸–۱۹۹۹ | شش خواهر و برادر                            | چوی اون شیل         |               | [ ۷ ]         |
| ۱۹۹۸–۲۰۰۰ | کلینیک سونگ‌پونگ                             | اوه هه کیو          |               |               |
| ۱۹۹۸      | شب‌های سفید ۳٫۹۸                             | جوانی هونگ جونگ یون |               | [ ۸ ]         |
| ۱۹۹۸      | چشمان کشنده                                 | اوه جونگ آه         |               |               |
| ۱۹۹۸–۱۹۹۹ | من چطورم؟                                   | یه رین              |               |               |
| ۱۹۹۹–۲۰۰۰ | مارش                                        | سونگ هه کیو         |               | [ ۹ ]         |
| ۱۹۹۹–۲۰۰۰ | عروس شیرین                                  | کیم یونگ هی         |               | [ ۱۰ ]        |
| ۲۰۰۰      | پاییز در قلبم                               | یون / چون اون سو    |               |               |
| ۲۰۰۱      | هتلدار                                      | کیم یون هی          |               | [ ۱۱ ]        |
| ۲۰۰۱      | فرشته نگهبان                                | جونگ دا سو          |               | [ ۱۲ ]        |
| ۲۰۰۳      | آل این                                      | مین سو یون / آنجلا  |               |               |
| ۲۰۰۴      | نور خورشید می‌ریزد                           | جی یون وو           |               | [ ۱۳ ]        |
| ۲۰۰۴      | خانه کامل                                   | هان جی اون          |               |               |
| ۲۰۰۸      | دنیای درون                                  | جو جون یونگ         |               |               |
| ۲۰۱۳      | بادی که در آن زمستان وزید                   | اوه یونگ            |               |               |
| ۲۰۱۶      | نسل خورشید                                  | کانگ مو یون         |               |               |
| ۲۰۱۸–۲۰۱۹ | رویارویی                                    | چا سو هیون          |               |               |
| ۲۰۲۱–۲۰۲۲ | حالا داریم بهم می‌زنیم                       | ها یونگ اون         |               | [ ۱۴ ] [ ۱۵ ] |

### مجموعه اینترنتی
| سال       | عنوان                   | نقش          | توضیحات  | منابع         |
| --------- | ----------------------- | ------------ | -------- | ------------- |
| ۲۰۲۲–۲۰۲۳ | افتخار                  | مون دونگ اون | پارت ۱–۲ | [ ۱۶ ] [ ۱۷ ] |
| ن/م       | The Price of Confession | آن یون سو    |          | [ ۱۸ ]        |